# Edwin G. Krebs
Edwin Gerhard Krebs, född 6 juni 1918 i Lansing, Iowa, död 21 december 2009 i Seattle, Washington, var en amerikansk biokemist. Han delade Nobelpriset i fysiologi eller medicin 1992 med Edmond H. Fischer för deras upptäckt av hur reversibel fosforylering av proteiner leder till aktivering och reglering av olika cellulära processer. År 1989 hade han dessförinnan tilldelats Albert Lasker Basic Medical Research Award  och Louisa Gross Horwitz Prize of Columbia University tillsammans med Alfred Gilman.
Edwin Krebs ska inte förväxlas med Hans Adolf Krebs (1900–1981), som också var nobelprisbelönad biokemist och som upptäckte citronsyracykeln, som också kallas Krebscykeln.

## Biografi
Krebs var tredje barnet till William Carl Krebs, en presbyteriansk präst och Louise Helen (Stegeman) Krebs. Familjen flyttade ofta på grund av arten av hans faders arbete, även om de bosatte sig i Greenville, Illinois när Krebs var sex år och stannade där fram till hans faders oväntade död 1933. Louise Krebs bestämde sig för att flytta med familjen till Urbana, Illinois, där Krebs äldre bröder studerade på University of Illinois at Urbana-Champaign. Krebs började på Urbana High School och skrev in sig vid University of Illinois i Urbana-Champaign 1936. Under sitt fjärde studieår hade Krebs bestämt att antingen ta en högre examen i organisk kemi eller studera medicin. Då han fick ett stipendium för att studera på Washington University School of Medicine i St. Louis valde han det senare.
Medicinska högskolan gav Krebs möjlighet att utbilda sig till läkare samt att få erfarenhet av medicinsk forskning. Efter examen 1943 åtog han sig ett 18-månaders förordnande på Barnes Hospital i St. Louis och gick sedan i aktiv tjänst som läkare i amerikanska flottan. Krebs skrevs ut från flottan 1946 och kunde inte omedelbart återgå till sjukhusarbete utan råddes att studera grundläggande vetenskap istället. Han valde att studera biokemi och som postdoktor till Carl och Gerty Cori och arbetade med interaktionen mellan protamin och fosforylas i kaniners muskler. När hans tvååriga studier var klara bestämde han sig för att fortsätta sin karriär som biokemist. 
Efter många år med forskning ledde Krebs intresse för undervisning och administration honom till att lämna University of Washington för att bli grundande ledare för institutionen för biokemi vid University of California, Davis. År 1977 återvände han till University of Washington som chef för institutionen för farmakologi.

## Vetenskaplig forskning
År 1948 tackade Krebs ja till en tjänst som biträdande professor i biokemi vid University of Washington, Seattle. När Edmond H. Fischer kom till institutionen 1953 bestämde sig paret för att arbeta med enzymologin av fosforylas. Under studiens gång kunde de observera den mekanism genom vilken interkonversion av de två formerna av fosforylas äger rum: reversibel proteinfosforylering.
Enkelt uttryckt, vid reversibel proteinfosforylering tar en proteinkinas en fosfatgrupp från adenosintripfosfat (ATP) och fäster den på en specifik plats på ett protein, vilket tillför både extra massa och negativ laddning på den platsen. Detta kan förändra proteinets form och vända dess funktion i en biologisk process upp eller ner, antingen genom att ändra dess aktivitet eller dess förmåga att binda till ett annat protein. Proteinet kan omvandlas tillbaka till sitt ursprungliga tillstånd av ett proteinfosfatas som tar bort fosfatet. Denna cykel styr många metaboliska processer, och spelar en central roll i regleringen av celldelning, form och motilitet. Rubbning av specifika proteinfosforyleringsvägar är en viktig faktor i mänskliga sjukdomar som cancer och diabetes. Fischer och Krebs tilldelades Nobelpriset i fysiologi eller medicin 1992 för upptäckten av reversibel proteinfosforylering.